# 中意人寿保险
中意人寿保险有限公司  是由意大利忠利保险有限公司 （ASSICURAZIONI GENERALI）和中国石油天然气集团公司合资组建的人寿保险公司。

## 历史
于2002年1月15日经中国保险监督管理委员会批准成立，是中国加入世界贸易组织后首家获准成立的中外合资保险公司。截止到2012年，中意人寿注册资本33亿元，总资产超过300亿元，是中国最大的合资寿险公司。